# Districtul Barnim
Districtul Barnim este un district rural (în germană Landkreis) în landul Brandenburg, Germania.
1. 1 2  GeoNames